# Labienus glabriceps
Labienus glabriceps là một loài bọ cánh cứng trong họ Passalidae. Loài này được Doesburg miêu tả khoa học năm 1956.